# Valery Sigalevitch
Pour les articles homonymes, voir Sigalevitch.
Valery Sigalevitch (en russe : Валерий Львович Сигалевич, Valeri Lvovitch Sigalevitch), né le 4 mars 1950 à Simferopol, en Union soviétique, est un pianiste classique russe.

## Biographie
Valery Sigalevitch a étudié le piano au lycée musical du Conservatoire de Leningrad, en Russie, auprès de Leah Zelikhman, puis au Conservatoire Tchaïkovski de Moscou dans la classe de Vera Gornostayeva. Il finit brillamment ses études, remportant le premier prix. En 1977, il a quitté l'Union soviétique et a émigré en Israël. Durant les deux années suivantes, il a étudié avec Nikita Magaloff à Genève et Arie Vardi à Tel Aviv. 
Valery Sigalevitch a effectué plusieurs tournées et récitals dans des villes telles que Leningrad (Grande Salle de la Philharmonie), Bonn, Cologne, Bad Kissingen, Wurtzbourg, Bamberg, Rothenburg, Tel Aviv, Belgrade.
À trente-six ans, Valery Sigalevitch est installé à Paris, en France. Il donne un récital à la Salle Gaveau le 16 février 1988, dans un programme comprenant des œuvres de Chopin et de Debussy. Le 4 mars 1993, il se produit à la Salle Cortot, où il interprète les vingt-quatre Préludes de Chopin et les quatre ballades du même compositeur.

## Discographie
La discographie de Valery Sigalevitch comporte notamment l'œuvre intégrale pour piano seul de Robert Schumann, parue en 2016 chez le label Polyphonia Records.

## Professorat
Valery Sigalevitch est également un professeur recherché, ses élèves remportant plusieurs prix internationaux. Parmi eux se trouvent Ingmar Lazar et Jules Matton.